# Contopus cooperi
A Contopus cooperi a madarak (Aves) osztályának verébalakúak (Passeriformes) rendjébe és a királygébicsfélék (Tyrannidae) családjába tartozó faj.

## Rendszerezése
A fajt Thomas Nuttall angol zoológus írta le 1831-ben, még a légykapófélék (Muscicapidae) családjába tartozó Muscicapa nembe Muscicapa cooperi néven.

## Előfordulása
Kanadában és az Amerikai Egyesült Államok nyugati részén fészkel, telelni Mexikóba, Közép-Amerikába és Dél-Amerikába vonul. Grönlandon is észlelték már. 
Természetes élőhelyei a szubtrópusi és trópusi cserjések, édesvízi mocsarak és tavak környékén, valamint legelők és vidéki kertek.

## Megjelenése
Testhossza 18-20 centiméter, testtömege 32-37 gramm.

## Életmódja
Rovarokkal táplálkozik.
|  |

## Szaporodása
Fészekalja 2-3 tojásból áll, melyen 15-19 napig kotlik.

## Természetvédelmi helyzete
Az elterjedési területe rendkívül nagy, egyedszáma viszont jelentősen csökken. A Természetvédelmi Világszövetség Vörös listáján mérsékelten fenyegetett fajként szerepel.